# 더블 페이스
《더블 페이스》는 2012년 10월에, TBS·WOWOW의 공동 제작으로 2국 동시에서 방송된 스페셜 드라마이다. 2002년 개봉한 홍콩 영화 《무간도》의 리메이크 작품. 여기에서는 TBS판 《잠입 수사편》(주연·니시지마 히데토시)·WOWOW판 《위장 경찰편》(주연·카가와 테루유키)을 맞추어 기술한다.
캐치프레이즈는 〈야쿠자의 간부, 실은 잠입 수사관.〉, 〈엘리트 경찰관, 실은 야쿠자의 잠입원.〉.

## 캐스트
- 모리야 준 (오다구미 간부) - 니시지마 히데토시
- 타카야마 료스케 (카나가와현경 경부) - 카가와 테루유키
- 니시다 나오코 (정신과 의사) - 와쿠이 에미
- 히로시 (모리야의 사제) - 이토 아츠시
- 스에나가 마리토 - 아오이 유우
- 오노데라 (카나가와현경 경시정) - 카도노 타쿠조
- 오다 히로나리 (오다구미 두목) - 코히나타 후미요

## 스태프
- 특별 협력 - 워너 브로스 텔레비전
- 각본 - 하바라 다이스케
- 음악 - 칸노 유고
- 감독 - 하스미 에이치로
- VFX 수퍼바이저 - 오다 잇세이
- 액션 코디네이터 - 모로카지 유타
- 카 스턴트 - 수퍼 드라이버스(아메미야 마사노부, 노로 신지, 카와카미 토시오)
- 총 효과 - BIGSHOT
- 조연 - 스프림 이펙트
- 포스프로 - IMAGICA
- 기획 - 타시로 히데키(TBS)
- 이그제큐티브 프로듀서 - 사사키 타카시(TBS), 나카자와 마사히코(WOWOW)
- 프로듀서 - 와타나베 신야, 이노우에 마모루(WOWOW), 모리카와 마사유키·와타나베 요시유키(파인), 모리이 아키라(로봇)
- 제작 협력 - 파인 엔터테인먼트
- 제작 - TBS·WOWOW

## 방송 시간
잠입 수사편
(TBS) 2012년 10월 15일 21:00 ~ 22:54, 〈월요 골든 특별 기획〉, 시청률 13.4%.
(WOWOW) 2012년 12월 23일 16:00 ~ 17:40
(TBS) 2013년 1월 3일 16:00 ~
위장 경찰편
(WOWOW) 2012년 10월 27일 20:00 ~ 21:50
(WOWOW) 2012년 12월 23일 17:40 ~ 19:30, 잠입 수사편과의 일거 방송.
(TBS) 2013년 1월 5일 21:00 ~ 23:18, 〈신춘 드라마 특별 기획〉.